# Нововолынский литейный завод
Нововолынский литейный завод (укр. Нововолинський ливарний завод) — промышленное предприятие в городе Нововолынск Волынской области.

## История
Строительство завода проходило в соответствии с 11-м пятилетним планом развития народного хозяйства СССР, 1 октября 1986 года предприятие было введено в эксплуатацию.
После провозглашения независимости Украины государственное предприятие было преобразовано в арендное предприятие, а 29 декабря 1995 года - реорганизовано в открытое акционерное общество.
В августе 1997 года завод был включён в перечень предприятий, имеющих стратегическое значение для экономики и безопасности Украины.
18 мая 2010 года завод был реорганизован в публичное акционерное общество.
В июле 2012 года численность работников завода составляла 591 человек.

## Современное состояние
Предприятие осуществляет переработку лома цветных и чёрных металлов, изготавливает запасные части для железнодорожного подвижного состава, автомобильных кранов, сельскохозяйственной, дорожной и карьерной технике; детали к отопительным котлам и запорной арматуре; литьё художественно-архитектурного назначения (турникеты, декоративные ограды, фонарные столбы и др.), отливки из сталей, серого чугуна, бронзы, латуни, алюминиевых сплавов массой до 5 000 кг, а также церковные колокола массой до 8000 кг.